# Ayenia latifolia
Ayenia latifolia är en malvaväxtart som beskrevs av C. L. Cristobal. Ayenia latifolia ingår i släktet Ayenia och familjen malvaväxter. Inga underarter finns listade i Catalogue of Life.